# 와타리역 (구마모토현)
와타리역(일본어: 渡駅)은 일본 구마모토현 구마군 구마촌에 위치한 규슈 여객철도 히사쓰 선의 철도역이다. 섬식 승강장 1면 2선의 구조를 갖춘 지상역이다.

## 타는 곳
| 1 | ■ 히사쓰 선 | (하행) | 히토요시 · 요시마쓰 방면 |
| 2 | ■ 히사쓰 선 | (상행) | 야쓰시로 · 구마모토 방면 |

## 역 주변
- 국도 제219호선

## 역사
- 1908년 6월 1일 : 일본 철도원이 개설.
- 1909년
  - 10월 12일 : 국유철도 선로 명칭 제정, 히토요시 본선의 역으로 함.
  - 11월 21일 : 선로 명칭 개정 · 가고시마 본선의 역으로 함.
- 1927년 10월 17일 : 선로 명칭 개정 · 히사쓰 선의 역이 됨.
- 1984년 2월 1일 : 화물 취급 폐지.
- 1986년 11월 1일 : 전자 폐색 장치 도입에 의해 무인화.
- 1987년 4월 1일 : 일본국유철도 분할 민영화에 의해, 규슈 여객철도가 승계.

## 인접 역
| 규슈 여객철도 히사쓰 선           | 규슈 여객철도 히사쓰 선                                     | 규슈 여객철도 히사쓰 선           |
| --------------------------------- | ----------------------------------------------------------- | --------------------------------- |
| 잇쇼치 구마모토 · 신야쓰시로 방면 | ■ 가고시마 본선 직통 쾌속 ■ 이사부로 · 신페이 ■ SL 히토요시 | 히토요시 히토요시 · 요시마쓰 방면 |
| 나라구치 야쓰시로 방면            | ■ 보통                                                      | 니시히토요시 하야토 방면          |